# 贝伊波雷
贝伊波雷（Beypore），是印度喀拉拉邦Kozhikode县的一个城镇。总人口66883（2001年）。

## 人口
该地2001年总人口66883人，其中男性32623人，女性34260人；0—6岁人口8576人，其中男4408人，女4168人；识字率81.19%，其中男性为83.21%，女性为79.28%。